# 藤倉山城
藤倉山城（ふじくらやまじょう）は、栃木県矢板市大字大槻小字藤倉山にあった日本の城（山城）。大槻城（おおつきじょう）とも呼ばれる。

## 概要
矢板市の遺跡地図によれば、矢板市大槻の藤倉山という山の山頂に、北側に堀切と東西に横堀を備え、南を崖とする小さな単郭の城郭遺構がある。当城は陣城で、曲輪の規模や内部が概ね平らながら未整地であり、また曲輪の規模も小さい。永禄2年（1559年）10月に、当地は結城晴朝の軍勢に攻められ激戦地となっており、築城はこの時の可能性が高く、矢板の遺跡地図も、その見解に基づき当城郭の築城時期を「中世」と記している。

## 廃城の時期
大槻は、大永3年（1523年）から天正13年（1585年）まで川崎塩谷氏（川崎城を居城とする塩谷氏）の領地であることから、築城は川崎塩谷氏によるものであり、天正13年以降は喜連川塩谷氏の領地となるが、この城は、結城勢との戦いの終結とともに廃城となったのか、その後も見張り台、狼煙台などとして城の機能を維持したのかは判断が分かれるところだが、喜連川塩谷氏が改易された天正18年（1590年）8月晦日（30日）までには廃城になっていたことは確実である。塩谷氏の本家であり主君である宇都宮氏の家臣には、大槻主膳の名が見え、大槻には大槻氏という土豪がいたことが分かっているので、藤倉山城は、大槻氏の城として機能し、喜連川塩谷氏が改易されるまで城として機能していたと見るのが妥当と思われるが定かではない。

## その後と周辺に残る遺構について
藤倉山城が廃城となって後、大槻が喜連川足利氏の領地になってからは、当地には明治2年（1869年）まで日枝神社が奉られていたが、現在は、遺構のみを残し、城跡は竹林の中に埋もれてしまっている。また、藤倉山の東の尾根続きの東端には石上神社があり、そこは明神山と呼ばれ古墳時代の古墳が残っているが、この周囲には、堀切や横堀、切岸にも思える遺構が残っており、これが古墳のものなのか、それとも後世に藤倉山城同様、陣城的に築かれたものなのか、はっきりせず、堀切については切通しの可能性も否定出来ないが、藤倉山城との関連で城跡である可能性も充分あるので、今後、研究が必要である。

## 参考資料
- 『遺跡地図』 図9「No.479　藤倉山城跡」（矢板市生涯学習課刊行物）
- 矢板市史編集委員会編 『矢板市史』矢板市、1981年。
- 矢板市郷土文化研究会編 『郷土読本』第2集、矢板市郷土文化研究会、1985年。